# 2003년 동계 아시안 게임
2003년 동계 아시안 게임은 2003년 2월 1일부터 2월 8일까지 일본 아오모리현에서 열렸다.

## 참가국
| - 중국 - 중화 타이베이 - 인도 - 이란 - 일본 (개최국) - 카자흐스탄 - 키르기스스탄 - 레바논 - 몽골 | - 네팔 - 조선민주주의인민공화국 - 파키스탄 - 팔레스타인 - 대한민국 - 타지키스탄 - 태국 - 우즈베키스탄 |

다음 국가들은 선수단이 참가하지 않았고, 임원만 파견하였다.
| - 방글라데시 - 부탄 - 홍콩 - 쿠웨이트 - 마카오 - 말레이시아 | - 카타르 - 싱가포르 - 스리랑카 - 동티모르 - 투르크메니스탄 - 베트남 |

## 종목
| - 알파인 스키 - 바이애슬론 - 크로스컨트리 스키 - 컬링 - 피겨 스케이팅 - 프리스타일 스키 | - 아이스하키 - 쇼트트랙 - 스키점프 - 스노우보드 (여성은 시범 종목) - 스피드 스케이팅 |

## 메달 집계
| 순위 | 국가                   | 금메달 | 은메달 | 동메달 | 합계 |
| ---- | ---------------------- | ------ | ------ | ------ | ---- |
| 1    | 일본                   | 27     | 26     | 23     | 76   |
| 2    | 대한민국               | 10     | 8      | 10     | 28   |
| 3    | 중국                   | 9      | 11     | 13     | 33   |
| 4    | 카자흐스탄             | 7      | 7      | 6      | 20   |
| 5    | 레바논                 | 1      | 1      | 0      | 2    |
| 6    | 조선민주주의인민공화국 | 0      | 1      | 1      | 2    |
| 7    | 우즈베키스탄           | 0      | 0      | 1      | 1    |
| 합계 | 합계                   | 54     | 54     | 54     | 162  |

## 대회 이모저모
- 개최지의 '아오모리'는 아오모리시가 아닌 아오모리현을 의미하는 것이다. 아오모리 시에 대회 본부가 위치하였고, 그 외 아오모리 현 각지에서 분산 개최되었다.
- 스노보드·컬링·스키점프·프리스타일 스키 종목이 동계 아시안 게임에서 처음 치러졌다.
- 조선민주주의인민공화국은 제2회 삿포로 대회 이후 13년 만에 참가하였다.
- 대한민국과 조선민주주의인민공화국은 개회식에서 한반도기를 앞세우고 공동입장을 하였다.
- 대한민국은 스키 점프에서 아시아 최강인 일본을 여유있게 제치고 단체전 금메달을 획득하였다.
- 대한민국은 컬링에서 남자팀은 금메달을, 여자팀은 은메달을 획득하였다.
- 안현수는 쇼트트랙에서 1500ｍ, 1000ｍ, 남자 5000ｍ 계주에서 3관왕에 등극하여 한국의 차세대 에이스로 부상하였다.